# Holopsis flavoocellus
Holopsis flavoocellus är en skalbaggsart som först beskrevs av Willis Blatchley 1927.  Holopsis flavoocellus ingår i släktet Holopsis och familjen punktbaggar. Inga underarter finns listade i Catalogue of Life.